# Биохимик
Биохи́мик — учёный или специалист, получивший образование и специализирующийся на изучении биохимии как науки, либо специализирующийся в прикладных областях производства биопрепаратов (например — в фармакологии). Биохимики занимаются изучением химического состава живых организмов и клеток, а также химических процессов, являющихся основой их жизнедеятельности.

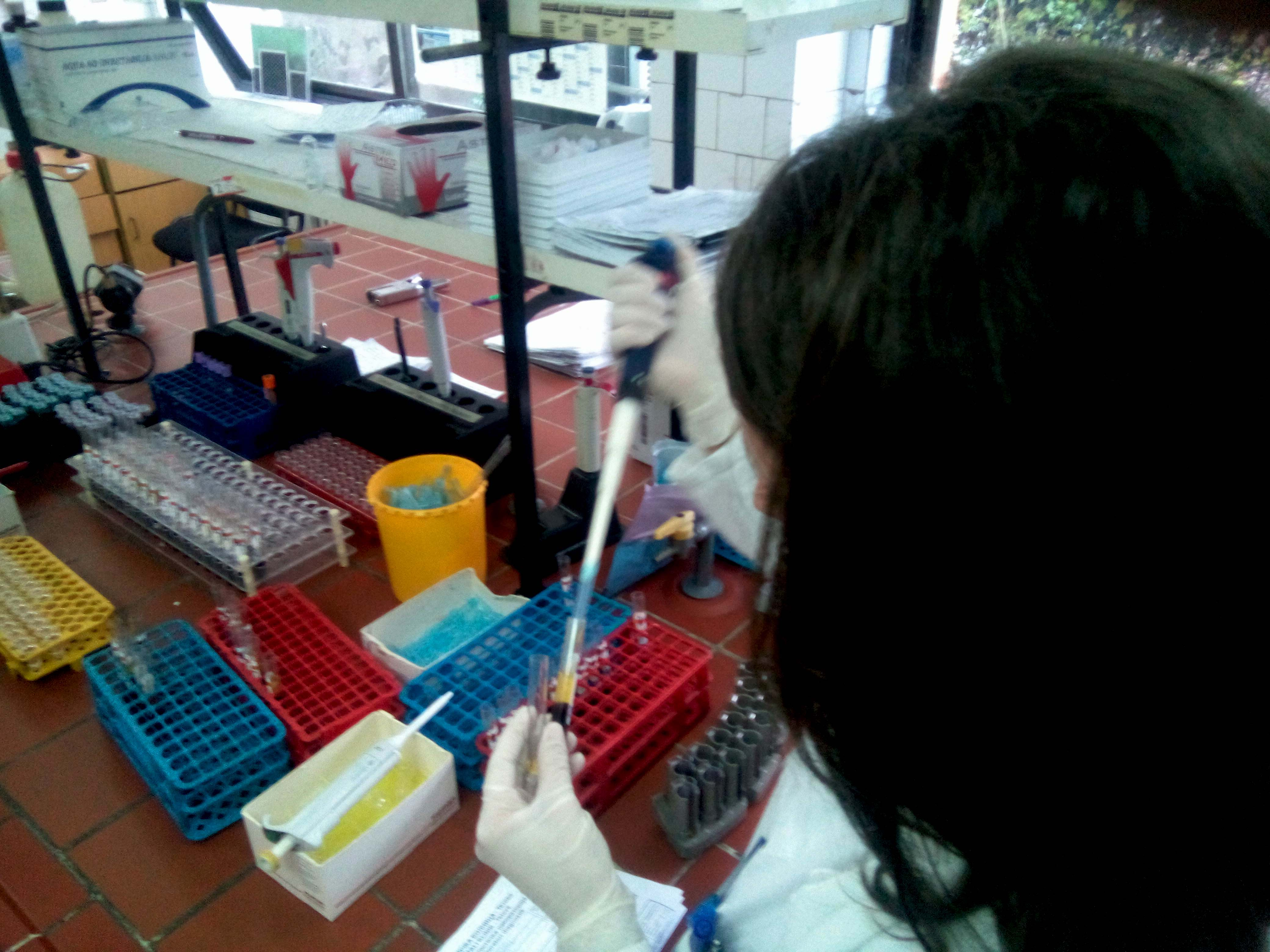
Работа биохимика в лаборатории

Биохимики работают в биотехнологии, в генетике (в том числе - в биохимической генетике), изучают реакции организмов на разнообразные вещества (в фармакологии и иммунологии), в агрохимии и в направлении повышения урожайности сельскохозяйственных культур, в биоинформатике, экологии, криминалистике, токсикологии. Они также заняты в производстве кисломолочных продуктов, в хлебопечении, пивоварении и виноделии.
Как самостоятельные научные направления деятельности биохимиков выделяют биохимию микроорганизмов, растений, животных и человека, техническую биохимию, изучающую химические процессы при хранении и переработке продуктов растительного, животного и микробного происхождения, квантовую и эволюционную биохимию. Частью биохимии человека является медицинская биохимия, которой, в частности, занимаются врачи-биохимики.